# Eugenia myrcianthes
Eugenia myrcianthes é uma árvore da família Myrtaceae também conhecida pelos nomes populares: pêssego-do-mato, pêssego-do-rio-grande, pessegueiro-do-mato, pessegueiro-do-rio-grande, ibajaí, ivaí, ubajaí, cereja-do-rio-grande, cerejeira-do-dio-grande.
A espécie foi descrita pelo botânico alemão Franz Josef Niedenzu no ano de 1893.
Seus frutos são muito apreciados inclusive pelas aves.
Arbusto entouceirado ou árvore de até 10 m de altura e 40 cm de diâmetro à altura do peito, com casca espessa, acinzentada e com fissuras longitudinais. A copa, arredondada, possui folhagem densa, caduca, com raminhos tomentosos.
As folhas, opostas, inteiras e oval-oblongas até lanceoladas, medem de 3 a 8 cm de comprimento por 1,5 a 3 cm de largura, apresentando face superior glabra, nervura principal levemente impressa e nervuras secundárias pouco visíveis. Na face inferior são densamente tomentosas, destacando-se a nervura principal saliente e 5 a 7 pares de nervuras secundárias muito conspícuas.
As flores, brancas, pedunculadas e axilares, antecedem o aparecimento das folhas (setembro). O fruto, subgloboso (3 a 6 cm) e coroado por 5 sépalas persistentes, constitui uma drupa amarelo-alaranjada.
Conhecida pelos nomes comuns de pêssego-do-rio-grande, cerejeira-do-rio-grande, ivaí ou ubajaí, é originária do Paraguai,  nordeste argentino e oeste paranaense irradiando-se a partir desta área central tanto em direção à Bolívia, Mato Grosso do Sul e São Paulo, como ao Uruguai e Rio Grande do Sul. Embora relativamente rara, habita a metade sul deste Estado, bem como os campos arenosos da região litorânea e lacustre.
Além de ornamental, destaca-se pelos frutos comestíveis, relativamente grandes se comparados ao restante da família. Sua madeira, moderadamente pesada, dura, compacta e resistente, é tida como de longa durabilidade natural, recomendando-se para marcenaria comum, obras internas e cabos de ferramentas.